# Cladonia furcata
Cladonia furcata (Huds.) Schrad. (1794), è una specie di lichene appartenente al genere Cladonia,  dell'ordine Lecanorales.
Il nome deriva dal latino tardo furcatus che significa simile ad un forcone, per la grande quantità di biforcazioni in cui si dirama.

## Caratteristiche fisiche
I podezi hanno molte varietà di forme e colori, sono in parte o totalmente ricoperti di squamule, privi completamente di calici, senza soredi e di colore variabile da verde a bruno scuro. I punti di attacco delle ramificazioni, dette anche ascelle, sono perforate. Per questa sua variabilità è facilmente confondibile con C. rangiformis.
Il fotobionte è principalmente un'alga verde delle Trentepohlia.

## Habitat
Questo lichene preferisce climi che vanno dall'olartico, al temperato, al montano di tipo boreale. Rinvenuto prevalentemente su suolo, fra i muschi, raramente su legno, in aree dove la matrice rocciosa è sia silicea che calcarea. Predilige un pH del substrato con valori intermedi fra molto acido e subneutro, oppure con valori intermedi fra subneutro e basico. Il bisogno di umidità è mesofitico.

## Località di ritrovamento
La specie è da ritenersi cosmopolita ed è stata rinvenuta nelle seguenti località: 
- Germania (Brandeburgo, Amburgo, Berlino, Renania Settentrionale-Vestfalia, Baviera, Assia, Sassonia, Renania-Palatinato, Sassonia-Anhalt, Turingia, Meclemburgo, Bassa Sassonia, Schleswig-Holstein, Brema (stato), Baden-Württemberg);
- Canada (Nuovo Brunswick, Columbia Britannica);

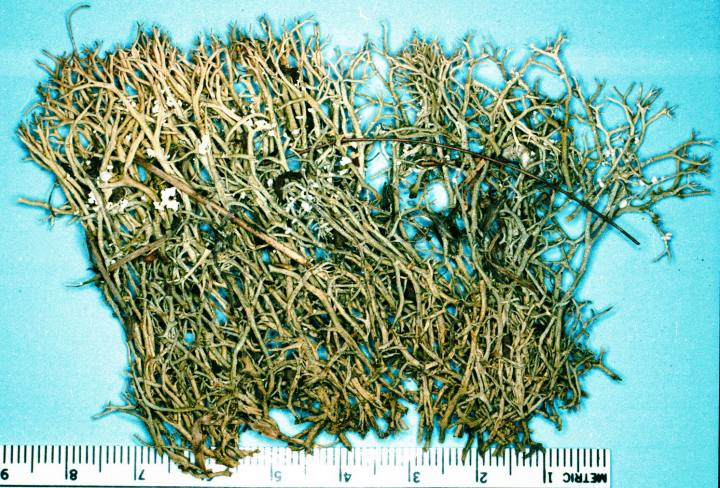
Cladonia furcata

- USA (Illinois, Alabama, Colorado, Distretto di Columbia, Iowa, Maryland, Missouri, Washington, Arkansas, Florida, Louisiana, Montana, Nuovo Messico, New York, Pennsylvania, Carolina del Sud, Cladonia furcata Texas, Hawaii, Indiana, Oklahoma, Connecticut, Ohio, Rhode Island, Nebraska, Maine, Michigan, Delaware, Massachusetts, Vermont, Virginia Occidentale, Wisconsin);
- Austria (Alta Austria, Stiria);
- Spagna (Aragona, Cantabria, Castiglia e León);
- Brasile (Rio Grande do Sul);
- Australia (Nuovo Galles del Sud);
- Oceania (Isole Figi, Isole Samoa);
- Cina (Mongolia interna, Heilongjiang, Jilin, Xinjiang, Xizang, Yunnan, Tibet, Shaanxi, Guizhou, Sichuan, Hubei, Jiangxi, Zhejiang, Anhui, Hebei);
- Iran (Mazandaran);
- Albania, Andorra, Argentina, Bhutan, Bolivia, Capo Verde, Cile, Cipro, Colombia, Corea del Nord, Corea del Sud, Costa Rica, Creta, Danimarca, Estonia, Finlandia, Giappone, India, Indonesia, Islanda, Isole Azzorre, Isole Canarie, Lituania, Lussemburgo, Madera, Malaysia, Marocco, Mongolia, Norvegia, Nuova Zelanda, Paesi Bassi, Panama, Polonia, Portogallo, Regno Unito, Repubblica Ceca, Réunion, Romania, Saint-Pierre e Miquelon, Serbia, Siria, Sudafrica, Svezia, Taiwan, Thailandia, Tunisia, Turchia, Ungheria, Uruguay, Venezuela.

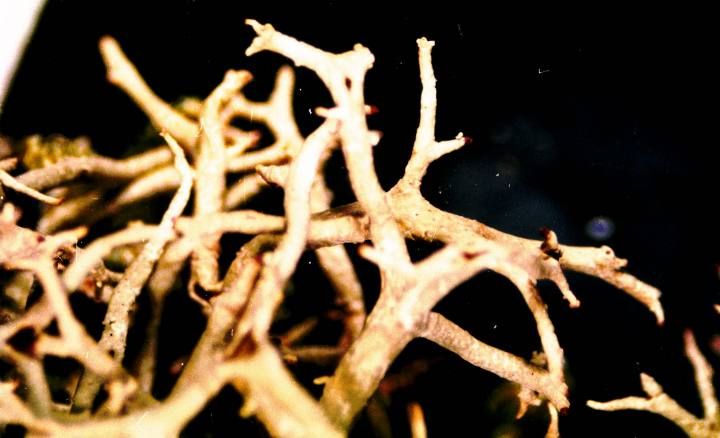
Cladonia furcata

In Italia è la specie più presente del genere Cladonia, con vario grado di diffusione, in tutto il territorio; in dettaglio:
- Trentino-Alto Adige, da abbastanza rara nelle valli ad estremamente rara nei monti
- Valle d'Aosta, da abbastanza rara nelle valli ad estremamente rara nei monti
- Piemonte, da estremamente rara a ridosso dell'arco alpino, a rara nel resto del territorio
- Lombardia, veramente rara lungo l'arco alpino; rara nella fascia prealpina ed estremamente rara nella zona padana
- Veneto, rara lungo in confine col Trentino; estremamente rara nella parte meridionale
- Friuli, da abbastanza rara nella parte settentrionale ad estremamente rara nella parte meridionale.

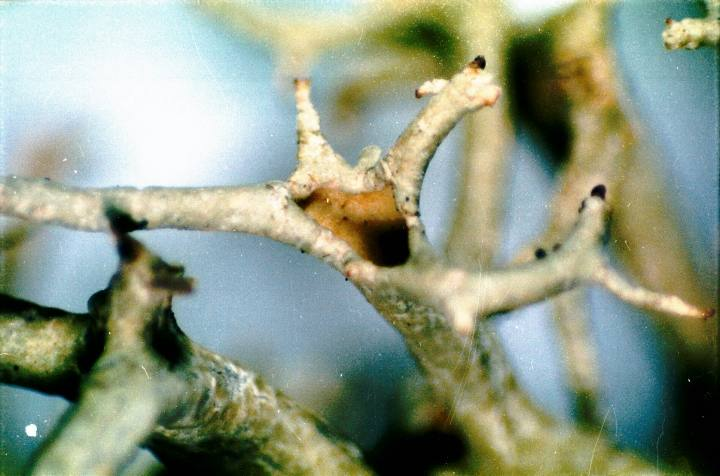
Cladonia furcata, ascelle perforate

- Emilia-Romagna, da estremamente rara lungo l'Adriatico e nelle zone padane a rara nelle zone appenniniche
- Liguria, comune lungo l'arco orientale e piuttosto rara lungo l'arco occidentale
- Toscana, comune in tutta la regione
- Umbria, comune in tutta la regione
- Marche, rara in tutta la regione
- Lazio, da rara lungo le zone costiere a comune nelle zone interne
- Abruzzi, da rara lungo la fascia orientale a piuttosto rara nelle zone appenniniche
- Molise, alquanto rara in tutta la regione, non presente lungo le coste
- Campania, alquanto rara nell'avellinese e nel beneventano, comune nel salernitano, poco comune nelle altre province

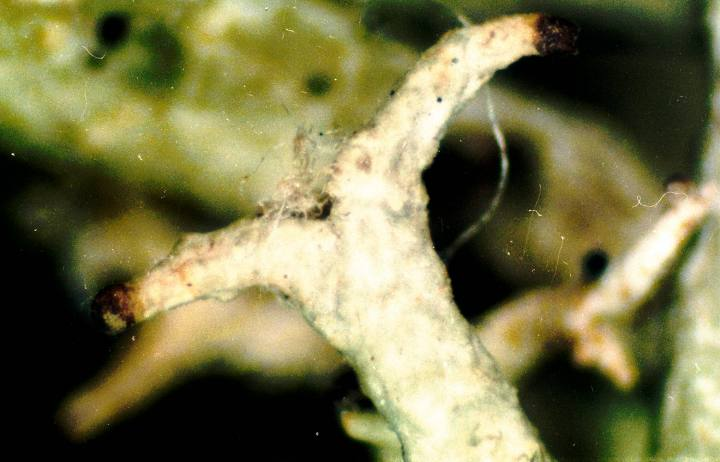
Cladonia furcata, dettaglio delle biforcazioni

- Puglia, comune nel Gargano, non presente nelle zone costiere e nel leccese, veramente rara nelle province interne
- Basilicata, da non presente nella fascia metapontina a piuttosto rara nel potentino
- Calabria, da comune lungo l'arco tirrenico ad estremamente rara lungo l'arco ionico
- Sicilia, comune nel messinese, catanese, palermitano e ragusano; rara nelle province interne; non presente nel resto delle zone costiere
- Sardegna, da comune sul versante occidentale a piuttosto rara sul versante tirrenico.[3]

## Tassonomia

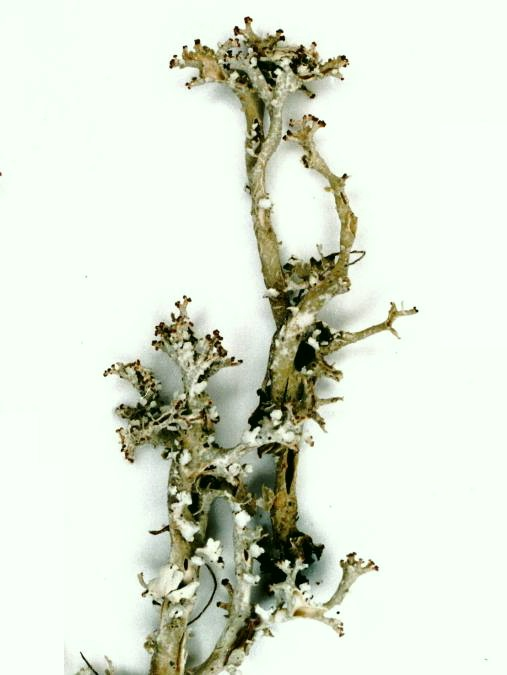
Cladonia furcata

Questa specie era ascritta fino a pochi anni fa in una sezione a parte, la Furcatae; recenti studi tassonomici hanno suggerito ai lichenologi di inserirla nella sezione Ascyphiferae; a tutto il 2008 sono state identificate le seguenti forme, sottospecie e varietà:
- Cladonia furcata f. adspersa (Flörke) Vain. (1887), (= Cladonia scabriuscula).
- Cladonia furcata f. divulsa Klem. (1952).
- Cladonia furcata f. farinacea (Vain.) Vain.
- Cladonia furcata f. fissa (Flörke) Aigret (1901).
- Cladonia furcata f. furcata (Huds.) Schrad. (1794).
- Cladonia furcata f. furcatosubulata (Hoffm.) Sandst.
- Cladonia furcata f. grandescens Nyl.
- Cladonia furcata f. marmoladae (Sambo) Pišút (1961).
- Cladonia furcata f. pinnata (Flörke) Vain.
- Cladonia furcata f. prolifera A. Evans (1950).
- Cladonia furcata f. pustarum (Szatala) Verseghy (1988).
- Cladonia furcata f. regalis (Flörke) H. Olivier.
- Cladonia furcata f. spinulosa (Delise) M. Choisy (1951).
- Cladonia furcata f. squamulifera Sandst.
- Cladonia furcata f. stricta (Ach.) H. Olivier.

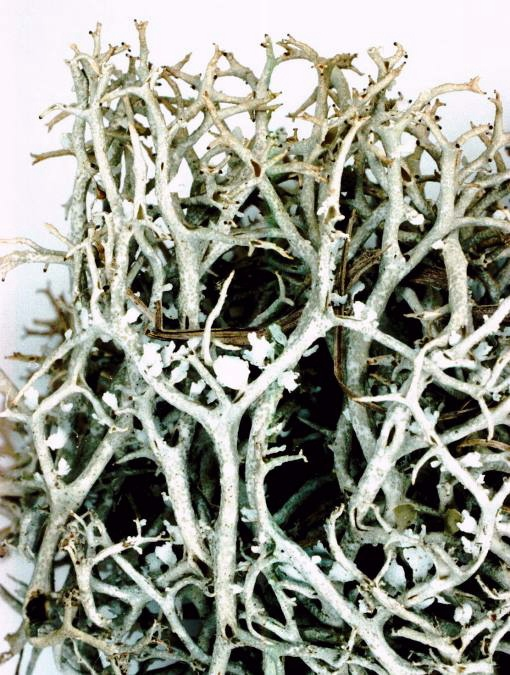
Cladonia furcata

- Cladonia furcata f. surrecta Flörke (1828).
- Cladonia furcata f. truncata (Flörke) Vain.
- Cladonia furcata f. turgida Scriba ex Sandst.
- Cladonia furcata f. vagans (Tomin) Pišút (1975).
- Cladonia furcata subsp. diffusa Stirt., (= Cladonia crispata var. cetrariiformis).
- Cladonia furcata subsp. furcata (Huds.) Schrad. (1794).
- Cladonia furcata subsp. subrangiformis (L. Scriba ex Sandst.) Pišút (1961).
- Cladonia furcata var. adspersa (Flörke) F. Wilson (1893), (= Cladonia scabriuscula).
- Cladonia furcata var. asperata Müll. Arg. (1882), (= Cladonia scabriuscula).
- Cladonia furcata var. cancellata Müll. Arg. (1882), (= Cladonia furcata subsp. furcata).
- Cladonia furcata var. circinnatocontorta Sambo (1934).
- Cladonia furcata var. corymbosa (Ach.) Vain.
- Cladonia furcata var. crispata (Ach.) Flörke, (= Cladonia crispata var. crispata).
- Cladonia furcata var. farinacea Vain. (1887).
- Cladonia furcata var. filiformis Müll. Arg. (1882), (= Cladonia pertricosa).

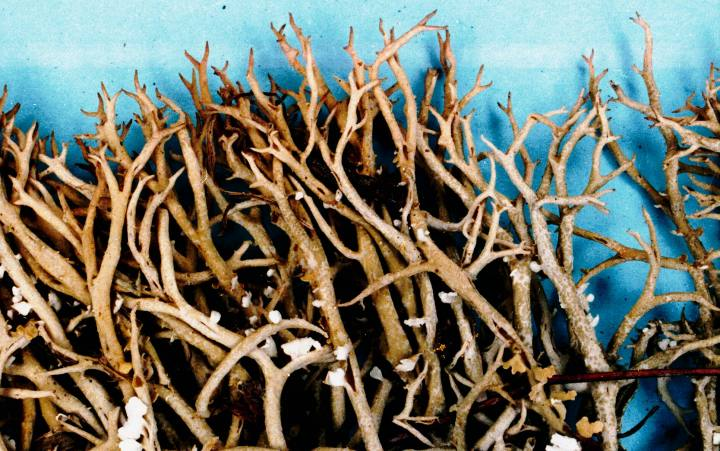
Cladonia furcata

- Cladonia furcata var. furcata (Huds.) Schrad. (1794).
- Cladonia furcata var. furcata f. fissa (Flörke) Aigr.
- Cladonia furcata var. furcata f. squamulifera Sandst.

- Cladonia furcata var. furcatosubulata (Hoffm.) M. Choisy (1951).
- Cladonia furcata var. gracillima Müll. Arg. (1882), (= Cladonia scabriuscula).
- Cladonia furcata var. hians Müll. Arg. (1882), (= Cladonia scabriuscula).
- Cladonia furcata var. notabilis Müll. Arg. (1883), (= Cladonia ochrochlora).
- Cladonia furcata var. palamaea (Ach.) Nyl. (1887), (= Cladonia furcata subsp. furcata).
- Cladonia furcata var. pinnata (Flörke) Vain. (1887), (= Cladonia furcata subsp. furcata).
- Cladonia furcata var. pinnata f. foliolosa (Duby) Vain.
- Cladonia furcata var. pinnata f. recurva (Hoffm.) Sandst.
- Cladonia furcata var. pinnata f. regalis (Flörke) H. Olivier
- Cladonia furcata var. pinnata f. truncata (Flörke) Vain.
- Cladonia furcata var. pinnata f. turgida Scriba ex Sandst.
- Cladonia furcata var. polyphylla (Flörke) F. Wilson (1893).
- Cladonia furcata var. pungens Ach., (= Cladonia scabriuscula).

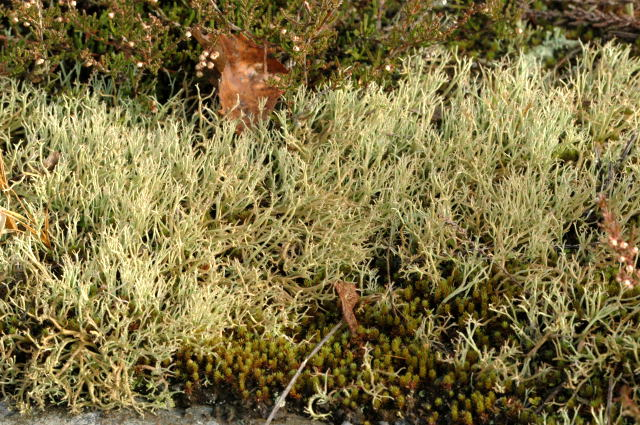
Cladonia furcata

- Cladonia furcata var. racemosa (Hoffm.) Flörke (1828).
- Cladonia furcata var. racemosa f. corymbosa
- Cladonia furcata var. racemosa f. fissa
- Cladonia furcata var. recurva A.L. Sm., (= Cladonia scabriuscula).
- Cladonia furcata var. rigidula A. Massal.
- Cladonia furcata var. scabriuscula (Delise) Coem. (1887), (= Cladonia scabriuscula).
- Cladonia furcata var. squamulosa (Dufour) Mont. (1845).
- Cladonia furcata var. stricta (Ach.) Schaer. (1850).
- Cladonia furcata var. subpungens Müll. Arg.
- Cladonia furcata var. subrangiformis (L. Scriba ex Sandst.) Hennipman (1967), (= Cladonia furcata subsp. subrangiformis).
- Cladonia furcata var. subsquamosa Müll. Arg. (1882), (= Cladonia scabriuscula).
- Cladonia furcata var. surrecta
- Cladonia furcata var. syrtica Ohlert.
- Cladonia furcata var. tenuicaulis Müll. Arg. (1882), (= Cladonia furcata subsp. furcata).
- Cladonia furcata var. virgulata Müll. Arg. (1883), (= Cladonia scabriuscula).